# Perrigny-sur-l'Ognon
Perrigny-sur-l'Ognon är en kommun i departementet Côte-d'Or i regionen Bourgogne-Franche-Comté i östra Frankrike. Kommunen ligger i kantonen Pontailler-sur-Saône som tillhör arrondissementet Dijon. År 2022 hade Perrigny-sur-l'Ognon 645 invånare.

## Befolkningsutveckling
Antalet invånare i kommunen Perrigny-sur-l'Ognon
Referens:INSEE